# Richard Stronck
Richard Stronck (Rotterdam, 20 februari 1862 – Wassenaar, 21 juni 1929) was een Nederlands (koor)dirigent.
Hij was zoon van assuradeur Franciscus Stronck en Sophia Barbara Nierstrasz, zuster van militair en politicus Johannes Leonardus Nierstrasz Cornelis Johanneszoon. Zuster Marie Stronck trouwde met dirigent Wouter Hutschenruijter. Hijzelf was sinds 1907 getrouwd met zangeres Anna Kappel. Hij werd begraven op de Algemene Begraafplaats in Wassenaar.
Hij kreeg zijn opleiding aan het Muziekschool van de Maatschappij tot Bevordering der Toonkunst, docent was Friedrich Gernsheim. Er volgde nog een korte opleiding in Keulen (1882). Daarna stond hij op de bok van een orkest te Minden in Noordrijn-Westfalen, alwaar hij een door hemzelf geschreven symfonie leidde. Het orkest was enthousiast en benoemde hem tot vaste dirigent. Hij stond tussen 1883 tot 1890 voor dat plaatselijk orkest, het bijbehorend koor en een door hem opgericht gemengd kerkkoor en de mannenafdeling daarvan. In Minden gaf hij voorts muziekles op piano en in muziektheorie. Hij verruilde Minden voor Mülheim an der Ruhr, werkte daar circa acht jaar en trok in 1899 naar Barmen (Des Städtischen Singvereins). In 1901 werd hij benoemd tot Königlichen Musikdirektor; in 1911 tot professor.
In 1923 keerde het echtpaar terug naar Nederland en vestigde zich in Wassenaar (Wavopark 3), van daaruit gaf het echtpaar les aan de Rotterdamse muziekschool. Hij volgde in 1927 Johan Schoonderbeek op als dirigent van de Koninklijke Oratorium Vereniging Excelsior, maar moest een jaar later zelf verstek laten gaan in verband met een slechte gezondheid. De klachten zouden tot zijn overlijden leiden.